# Otto Bauer
Otto Bauer, född 5 september 1881 i Wien, död 4 juli 1938 i Paris, var en österrikisk socialdemokratisk politiker och socialistisk teoretiker.

## Biografi

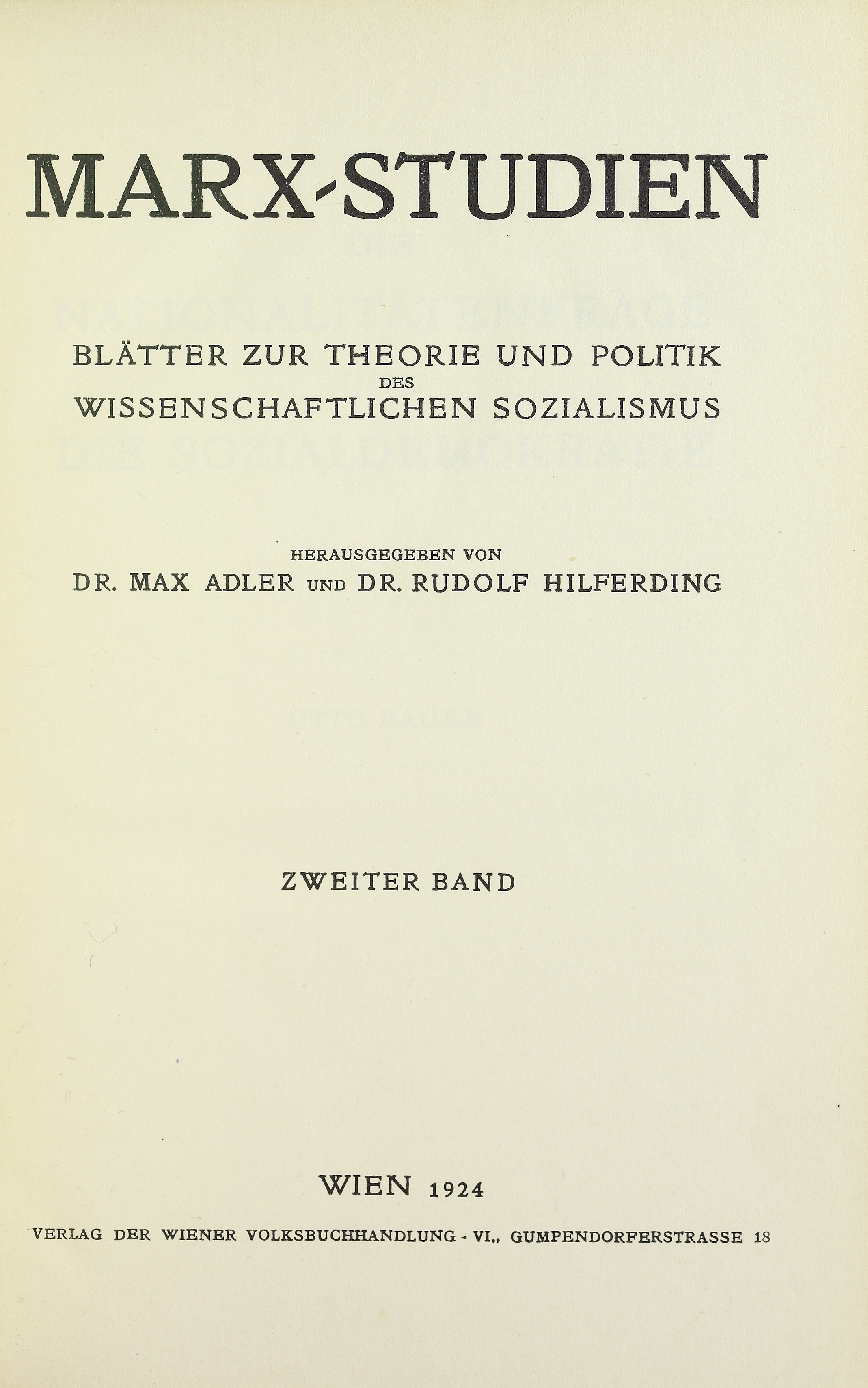
Nationalitätenfrage und die Sozialdemokratie, 1924.

Bauer tillfångatogs av ryssarna under första världskriget men blev som invalid utväxlad 1917. Efter revolutionen 1918 inträdde han i utrikesdepartementet, som då leddes av Victor Adler. Vid dennes död samma år blev Bauer utrikesminister och sökte fullfölja Adlers politik att förena Österrike med Tyskland. När han misslyckade med detta under fredsförhandlingarna i Saint Germain, avgick han 1919.
Bauer utgav en mängd politiska småskrifter, varav en del översatts till svenska, däribland Der Weg zum Sozialismus (Svensk översättning 1919). Hans historiska arbete om den österrikiska revolutionen brändes under bokbålen runt om i Nazityskland 1933, liksom allt han skrivit om politik och statsvetenskap.
Bauer anses vara en av austro-marxismens förgrundsgestalter. Otto Bauer var anhängare av så kallade revolutionära reformer, reformism som i grunden förändrade samhället i en frihetligt socialistisk riktning. Revolutionära metoder och våld fick bara användas defensivt, det vill säga då borgarklassen eller fascismen slog till med sådana metoder mot demokratin och en av folket vald socialism. Han förespråkade också självförvaltning av bostadsområden mm. och ville genom det goda exemplets makt, med omfattande sociala reformer sprida ett stöd för sin socialism. Otto Bauer och de andra austro-marxisterna kom att bli föregångare till såväl eurokommunism som radikal socialdemokrati inom den Nya vänstern.